# Pentapolis

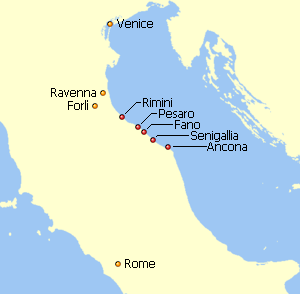
Pentapolis inom Exarkatet.

Pentapolis, av grekiska pente, ’fem’, och polis, ’stad, "femstad", är en förening av fem städer eller landskap med fem huvudorter. 
Denna benämning förekommer i flera historiska sammanhang:
- om filistéernas fem förnämsta städer i Palestina: Ekron, Gat, Asdod, Askalon och Gaza
- i Salomos vishet 10:6 betecknande städer om vilkas ondska en rykande ödemark vittnar, ofullgångna frukter och en saltstod; traditionellt associerade med Sodom, Gomorra, Segor, Adama och Seboim
- de fem doriska städerna Lindos, Ialysos, Kameiros, Kos och Knidos
- Cyrenaica eller Pentapolis inferior med städerna Kyrene, Apollonia, Barka, Taucheira och Euesperides
- en del av Exarkatet och senare Kyrkostaten: de italienska städerna Rimini, Pesaro, Fano, Senigallia och Ancona